# Вахдат (Шахритусский район)
Вахда́т (тадж. Ваҳдат) — село в Хатлонской области Республики Таджикистан. 
Административно входит в состав джамоата (сельской общины) Пахтаобод Шахритусского района.
Находится на расстоянии 37 км от райцентра (пгт. Шахритус) и 8 км от центра джамоата (село Устокорон).
Название села означает «единство». 
Прежнее название — Участок 1 Мая (до 2012).
Население — 2255 чел. (2017).